# إريك أندرسون (لاعب هوكي الجليد)
إريك أندرسون (بالسويدية: Erik Andersson)‏ هو لاعب هوكي الجليد سويدي، ولد في 4 يوليو 1994 في السويد.

## وصلات خارجية
- إريك أندرسون على موقع EliteProspects.com (الإنجليزية)